# Caminho de Cavalos
Caminho de Cavalos (El Camí de Cavalls, em catalão) é uma antiga rota que contorna completamente a ilha de Menorca, cuja função era a defesa e o controlo da ilha. Caiu em desuso e a partir da década de 1980 um movimento popular exigiu a sua reabertura e restauração completa. Desde 2010, está reaberto como trilho para caminhantes e cavalos e em 2012 foi reconhecido como trilho de longa distância GR-223. Acredita-se que alguns acessos possam existir desde o século XIV, geralmente atribuídos aos franceses durante a ocupação de Menorca (1756-1763). Presumivelmente, esta rota foi construída com uma função eminentemente militar, para facilitar a vigilância da costa, para unir as diferentes torres de vigia, e para agrupar as tropas em caso de desembarque inimigo.

## História
No prefácio do guia J. Gomila escreve que “El Camí de Cavalls" não é apenas um caminho feito da soma de trilhos ou pequenos caminhos, que circunda a ilha, mas um património coletivo que faz parte da nossa identidade”. Esta frase ilustra o sentimento dos menorquinos em relação ao Caminho, um itinerário que permite desfrutar da variedade de paisagens e elementos etnológicos da ilha e observar o contraste entre zonas urbanizadas e virgens.
No final da década de 1980, foi lançada uma campanha popular em defesa do " El Camí de Cavalls" pelos seus valores patrimoniais, históricos e paisagísticos, o que levaria à abertura do processo para declará-lo Bem de Interesse Cultural. A utilização do caminho tem gerado conflitos entre proprietários e caminhantes, pois muitos trilhos passam por propriedades privadas e nem sempre reconhecem o direito de acesso às suas propriedades.